# (7810) 1981 DE
(7810) 1981 DE (1981 DE, 1972 TG4, 1972 VL, 1977 AD1) — астероїд головного поясу, відкритий 26 лютого 1981 року.
Тіссеранів параметр щодо Юпітера — 3.525.